# Culladia hanna
Culladia hanna là một loài bướm đêm trong họ Crambidae.